# Invasión Marciana
Invasión Marciana es el duodécimo cuarto episodio de la primera temporada de los Thunderbirds, serie de televisión de Gerry Anderson para Supermarionation fue el 10.º episodio producido. El episodio salió al aire primero en ATV Midlands el 17 de marzo de 1966. Fue escrito por Alan Fennell y dirigido por David Elliott.

## Sinopsis
Usando a su hermanastro Kyrano, Hood inmoviliza el detector de fotografías del Thunderbird 1. Así cuando Scott acude al rescate de dos actores atrapados durante el rodaje de una película de la Invasión marciana, Hood puede fotografiar la nave. Pero él lo descubre, y en sus esfuerzos por entregar la película a su cliente, el General Strond, es destruida.

## Reparto

### Reparto de voz regular
- Jeff Tracy — Peter Dyneley
- Scott Tracy — Shane Rimmer
- Virgil Tracy — David Holliday
- Alan Tracy — Matt Zimmerman
- Gordon Tracy - David Graham
- John Tracy - Ray Barrett
- Tin-Tin Kyrano — Christine Finn
- Kyrano - David Graham
- The Hood - Ray Barrett

### Reparto de voz invitado
- Goldheimer - Ray Barrett
- Bletcher - David Graham
- General Strondv - Matt Zimmerman
- Maguire - David Graham
- Slim - Matt Zimmerman
- Marciano Pete - Peter Dyneley
- Marciano Ray - Ray Barrett
- Director de fotografía - Shane Rimmer
- Productor - David Graham
- Chica de maquillaje - Sylvia Anderson
- Brian - Ray Barrett

## Equipo principal
Los vehículos y equipos vistos en el episodio son:
- Thunderbird 1
- Thunderbird 2 (llevando la Vaina 5)
- Thunderbird 5
- Excavador
- Hoverbikes
- Jeep de Hood

## Errores
- En el hangar del Thunderbird 2, Virgil selecciona el fuselaje 5 pero cuando deja el hangar al fondo aparece a la derecha el fuselaje 2 en lugar del fuselaje 4.
- Cuando el Thunderbird 1 llega a la zona de peligro, desciende con ruedas en el tren de aterrizaje, pero al aterrizar tiene patines planos.
- No hay señales de los detalles del vehículo como el letrero, pero el letrero aparece después de que Scott llama para pedir ayuda con su equipo.
- Este letrero está en una fuente completamente diferente al visto en el vehículo durante la sucesión del lanzamiento.